# Forte de São Francisco Xavier de Gaibu
O Forte de São Francisco Xavier de Gaibu, também denominado como Reduto de São Francisco Xavier ou Reduto de Nossa Senhora do Monte do Carmo e São Tomé, foi uma fortificação situada no atual município de Cabo de Santo Agostinho, no litoral sul do estado de Pernambuco, Brasil. Localizava-se em posição dominante sobre a enseada e praia de Gaibu, no extremo norte do cabo de Santo Agostinho.

## História
No contexto da segunda das Invasões holandesas do Brasil (1630-1654), esta fortificação remonta a um reduto erguido a partir de 1630 por forças portuguesas para defesa daquele ancoradouro, acesso à retaguarda das suas posições defensivas no cabo de Santo Agostinho (LA/UFPE, 1997).
No século XVIII, o Governador e Capitão-general da Capitania de Pernambuco, Luís Diogo Lobo da Silva, reforçou as fortificações do litoral pernambucano tendo erguido trincheiras e redutos no Cabo de Santo Agostinho, inclusive reedificado a fortificação de Nazaré no outeiro ("Trincheiras e Redutos, que se fizeram por ordem do Ilmo. e Exmo. Sr. Luís Diogo Lobo da Silva, Governador e Capitão General das Capitanias de Pernambuco, desde antes de chegar ao Reduto de S. Francisco Xavier do Gaibú, até ao monte de Nossa Senhora de Nazaré, ficando dentro das ditas trincheiras e redutos que se fizeram, a ponta do Charco, [a] enseada da Calheta, seu Reduto em cima do monte (...) tudo feito na presença do mesmo senhor (...);" c. 1762. Arquivo Histórico Ultramarino, Lisboa) (IRIA, 1966:55-56, 58).
Sofreu obras de reparos em 1775, ainda durante o governo de Luís Diogo Lobo da Silva, tendo sido reconstruído a partir de 1797, durante o de Tomás José de Melo, sendo artilhado com doze peças (GARRIDO, 1940:72). Desta última existem três planta, em mapa topográfico de autoria Capitão de Artilharia José Francisco de Paula Cavalcanti de Albuquerque ("Mapa topográfico do lugar do Gayabú, no qual se mostra o plano do reduto de Nossa Senhora do Monte do Carmo e S. Tomé, sobre a ponta do Gayabú, que defende a enseada do mesmo nome, e foi construída por ordem do Ilmo. e Exmo. Sr. D. Thomás José de Mello; 1799". Arquivo Histórico Ultramarino, Lisboa) (IRIA, 1966:62-63). Data dessa época, assim, a denominação de Reduto de Nossa Senhora do Monte do Carmo e São Tomé. A sua planta apresenta o formato de um polígono pentagonal irregular (SOUZA, 1885:84), com quatro baterias em nível mais elevado e duas em nível inferior, artilhado com doze peças de diferentes calibres. À parte das baterias, erguiam-se as edificações para Quartéis de Tropa, Casa de Comando, Casa de Palamenta e Casa da Pólvora (LA/UFPE, 1997).
(SOUZA, 1885:84) informa que à época (1885) a sua artilharia estava reduzida a seis peças, e que tanto ela como a estrutura se encontravam em mau estado. GARRIDO (1940:72) complementa que se encontrava em ruínas, à época (1940), o que é seguido por BARRETTO (1958:150-151).
As suas ruínas não se encontram tombadas. Vítima de "caças ao tesouro", a estrutura do sítio foi avaliada em Outubro-Novembro de 1997 pelo Laboratório de Arqueologia da Universidade Federal de Pernambuco, carecendo de pesquisa sistemática e de obras de consolidação das estruturas.
Atualmente integra o Parque Metropolitano Armando de Holanda Cavalcanti.